# Rétaud
Rétaud település Franciaországban, Charente-Maritime megyében. Lakosainak száma 1057 fő (2022. január 1.). Rétaud Chermignac, Meursac, Montpellier-de-Médillan, Rioux, Thénac, Thézac, Varzay és Pessines községekkel határos.

## Népesség
A település népessége az elmúlt években az alábbi módon változott:
| Lakosok száma | 739  | 740  | 805  | 908  | 1077 | 1078 | 1069 | 1059 | 1059 | 1057 |
|               | 1968 | 1982 | 1990 | 2006 | 2013 | 2015 | 2017 | 2019 | 2020 | 2022 |